# یواس‌اس اگلن (آی‌دی-۱۳۱۵)
یواس‌اس اگلن (آی‌دی-۱۳۱۵) (به انگلیسی: USS Atglen (ID-1315)) یک کشتی بود. این کشتی در سال ۱۹۰۰ ساخته شد.